# Chevrolet (film)
Pour les articles homonymes, voir Chevrolet (homonymie).
Pour plus de détails, voir Fiche technique et Distribution.
Chevrolet est un film espagnol réalisé par Javier Maqua, sorti en 1997.

## Synopsis
Des personnages se croisent autour d'une Chevrolet abandonnée. Brujas l'utilise pour vendre de la drogue. Le vieux vagabond Gaspar y trouve refuge. Arrive Lucía qui va nouer une relation avec les deux hommes.

## Fiche technique
- Titre : Chevrolet
- Réalisation : Javier Maqua
- Scénario : Javier Maqua, Montxo Armendáriz, Gaizka Urresti et Luis Ángel Ramírez
- Musique : Ángel Enfedaque
- Photographie : Juan Carlos Gómez
- Montage : Luis Villar
- Production : Luis Ángel Ramírez et Gaizka Urresti
- Société de production : IMVAL Producciones
- Pays :  Espagne
- Genre : Drame
- Durée : 96 minutes
- Dates de sortie : 
  -  Espagne : 29 août 1997

## Distribution
- Javier Albalá : Brujas
- Manuel de Blas : Gaspar
- Isabel Ordaz : Lucía
- Mario Zorrilla : Juanvi
- Mariola Fuentes : Rosa
- Alfonso Asenjo : Turco
- Alfonso Vallejo : Cuevas
- Juan Margallo : le père Miguel
- Emilio Batista : Pinto

## Distinctions
Le film a reçu le Prix Goya du meilleur espoir féminin pour Isabel Ordaz.